# 裸喉鐘雀
裸喉鐘雀（學名Procnias nudicollis），又名裸喉鐘傘鳥，是一種傘鳥科鳥類。

## 分佈
裸喉鐘雀分佈在阿根廷、巴西及巴拉圭，棲息在亞熱帶或熱帶的潮濕低地及山區森林。

## 特徵
雄鳥呈雪白色，喉嚨沒有羽毛及呈藍色；雌鳥及幼鳥都是呈淺綠或橄欖綠色，頭部黑色。雄鳥的叫聲像錘子敲鐘，目的是為吸引異性交配。它們是吃果實的，是大西洋雨林內協助散播種子。

## 保育狀況
它們因失去棲息地及捕獵而受到威脅，世界自然保護聯盟將它們列為易危。

## 外部連結
- BirdLife Species Factsheet（页面存档备份，存于）